# Geum lechlerianum
Geum lechlerianum là loài thực vật có hoa trong họ Hoa hồng. Loài này được Schltdl. mô tả khoa học đầu tiên.